# Zelený Důl
Zelený Důl (německy Grünthal) je název zaniklé osady, která ležela asi kilometr severním směrem od obce Brandov v okrese Most v Ústeckém kraji. Rozkládala se na soutoku Načetínského a Flájského potoka, zhruba v místech dnešní tržnice u hraničního přechodu Brandov/Olbernhau. Zelený Důl se nacházel přímo na hranicích a od stejnojmenné saské vsi Grünthal ji odděloval pouze Načetínský potok, který tvoří státní hranici i dnes. Na rozdíl od českého Zeleného Dolu německý Grünthal nezanikl a dnes je částí města Olbernhau.

## Historie

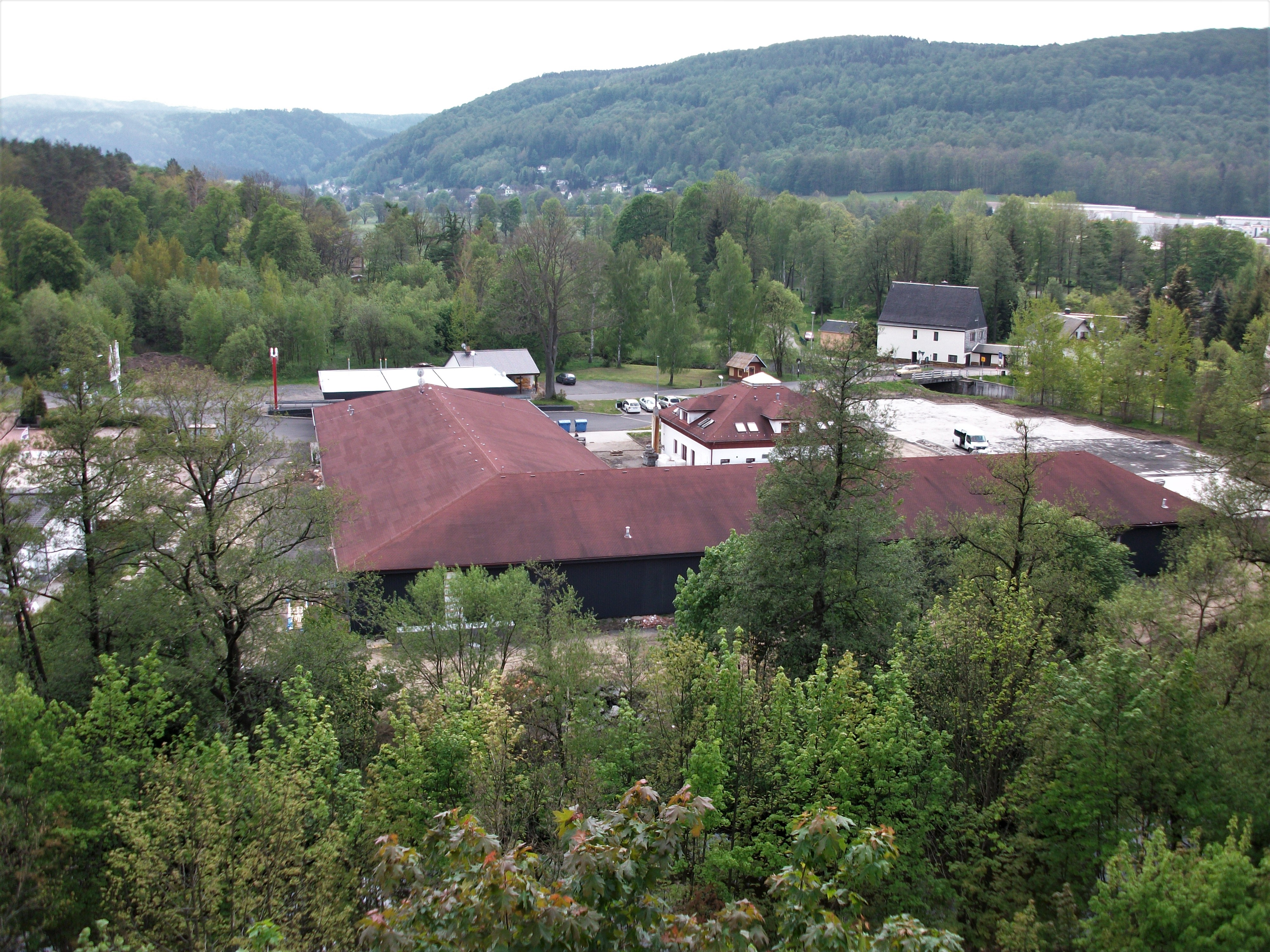
Pohled z Oberneuschönbergu na Zelený Důl

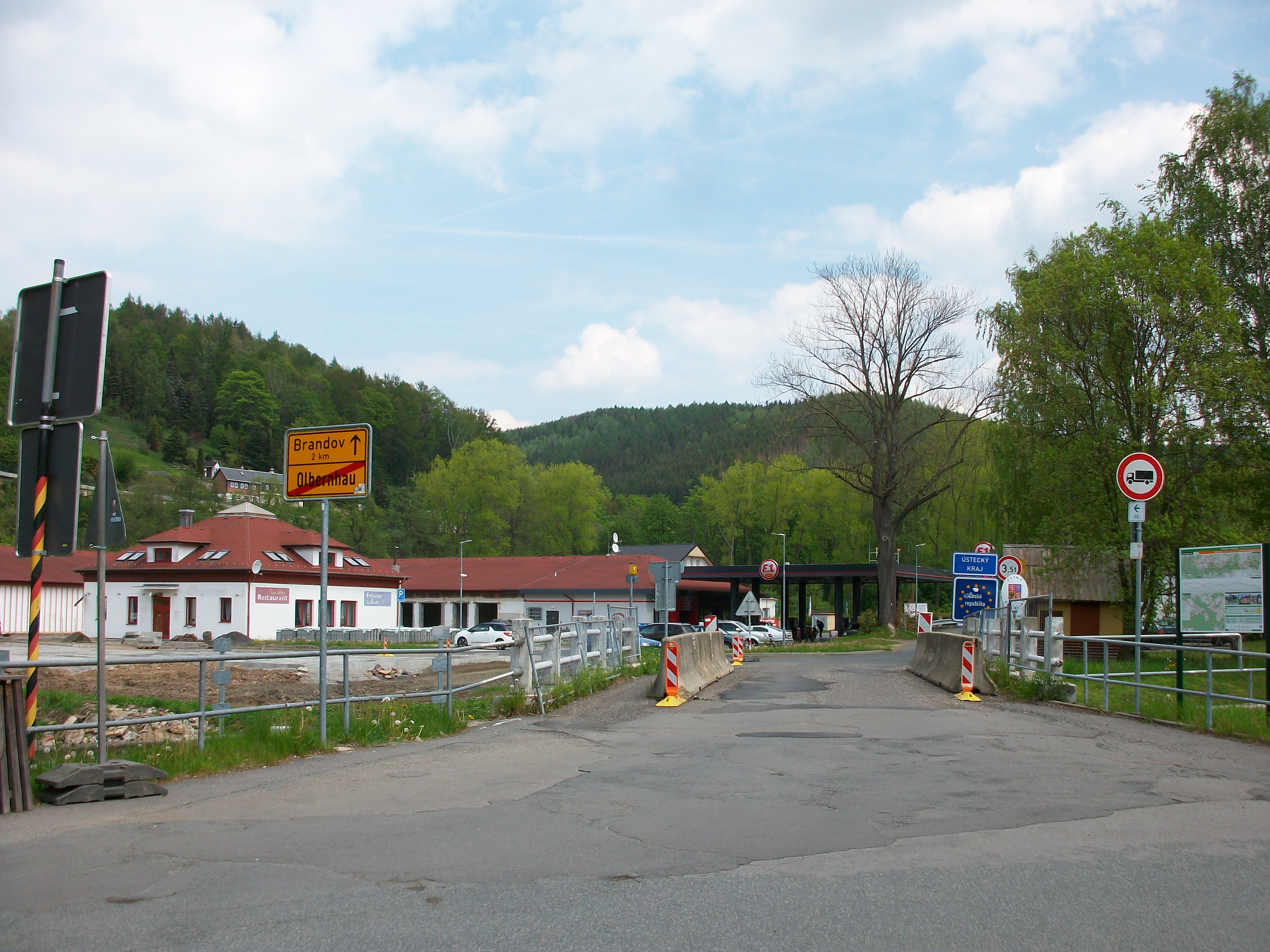
Hraniční přechod Grünthal (Olbernhau)–Zelený Důl (Brandov), pohled na Zelený Důl (Böhmisch Grünthal)

První písemná zmínka o Zeleném Dole pochází až z roku 1606, kdy byla ves součástí panství Červený Hrádek u Jirkova. Původní kolonisté, kteří se živili především jako dřevorubci, pocházeli převážně ze Saska a proto byli protestanti. Chodili tedy na bohoslužby do saského Olbernhau. Po rekatolizaci museli přestoupit na katolickou víru a navštěvovali kostel v Brandově.
V roce 1786 byl Zelený Důl majetkem pražského měšťana F. X. Glasera z Glasersbergu. V roce 1811 měšťan Glaser prodal statek a ves Zelený Důl a své další statky Hořany, Stránce a Slatinice svobodným pánům z Ottlilienfeldu, kteří uvedené vsi vlastnili do roku 1848. Od roku 1850 až do svého zániku byl Zelený Důl osadou Brandova.
Ve vsi stával panský dům s poplužním dvorem. Zástavba byla situována kolem návsi v místech dnešní tržnice, podél cesty do Brandova a podél cesty k tzv. Svídnickému mlýnu. V roce 1847 měl Zelený Důl 30 domů a 235 obyvateli, na konci 19. století zde stálo 32 domů, dva mlýny a celnice. Počet obyvatel i domů se zvýšil do roku 1930, kdy zde žilo 363 obyvatel převážně německé národnosti ve 37 domech. Po druhé světové válce měl Zelený Důl obdobný osud jako mnoho jiných obcí v pohraničí. Původní německé obyvatelstvo bylo vysídleno, domy postupně chátraly a byly v rámci ochrany hranic demolovány. Samotná osada zanikla roku 1963. V roce 1995 zde byl otevřen hraniční přechod pro pěší, o něco později vznikla v oblasti někdejší návsi tržnice.
Dnes zůstala z původní vsi jen torza základů několika domů jižně od tržnice a bývalý hřbitov založený v roce 1852 na návrší půl kilometru jižně od vsi po pravé straně cesty ze Zeleného Dolu do Brandova. Hřbitov i domy jsou v současné době zarostlé lesem.
Ke statku v Zelenému Dolu patřil také zmiňovaný Svídnický mlýn, který ležel asi kilometr jihozápadně od vsi u soutoku Flájského potoka a Svídnice. Vlastní mlýn zanikl již v 19. století, ale jeho jméno se přeneslo na továrnu (hamr) postavenou na jeho místě. Patřila podnikateli F. A. Langemu, který ji získal v roce 1883. Zřídil zde válcovnu plechu, drátovnu a další zařízení na zpracování mědi a jejích slitin. V továrně byla zaměstnána velká část zelenodolských obyvatel. Zbytek obyvatel se živil např. domáckou výrobou dřevěných hraček a prací v lese. Podnik v roce 1934 koupila Zbrojovka Brno a zavedla zde výrobu nábojnic. Továrna zanikla po druhé světové válce a dnes zde stojí jen torzo jedné z budov.

## Obyvatelstvo
Při sčítání lidu v roce 1921 zde žilo 382 obyvatel (z toho 172 mužů), z nichž bylo 282 Němců a sto cizinců. Kromě 94 evangelíků patřili k římskokatolické církvi. Podle sčítání lidu z roku 1930 měla vesnice 363 obyvatel: sedm Čechoslováků, 278 Němců a 78 cizinců. S výjimkou 83 evangelíků a osmi lidí bez vyznání se ostatní hlásili k římskokatolické církvi.